# La Romana (província)
La Romana és una província de la República Dominicana. La seva capital té el mateix nom, La Romana, i és la tercera ciutat més gran del país. La Romana va ser elevada a la categoria de província el 1944. La Romana és també on es troba la Casa de Campo, un recurs turístic i camp de golf.
La Romana és una ciutat portuària considerada la 7a més gran per població (al voltant de 130.000, àrea metropolitana al voltant de 215.000). La ciutat ésta localitzada al costat oposat de l'Illa Catalina i a uns 80 km de Santo Domingo. El seu nom ve d'una balança utilitzada per pesar mercaderies per l'exportació. El patró de la ciutat és Santa Rosa de Lima.
La província, des del 20 de juny de 2006, està dividida en els següents municipis i districtes municipals (D.M.):
- Guaymate
- La Romana, districte municipal: La Caleta
- Villa Hermosa, districte municipal: Cumayasa

Llista dels municipis amb població segons una estimació del cens de 2012:
| Nom                 | Població total | Població urbana | Població rural |
| ------------------- | -------------- | --------------- | -------------- |
| Guaymate            | 28.233         | 7.089           | 21.144         |
| La Romana           | 207.784        | 147.373         | 60.411         |
| Vil·la Hermosa      | 108.563        | 70.675          | 37.888         |
| La Romana província | 344.580        | 225.137         | 119.443        |